# Interzonenturnier Tiflis 1982
Das Interzonenturnier der Frauen 1982 in Tiflis diente zur Ermittlung von drei weiteren Teilnehmerinnen an den Kandidatenwettkämpfen zur Schachweltmeisterschaft der Frauen 1984

## Kreuztabelle
| Platz | Name                  | 1 | 2 | 3 | 4 | 5 | 6 | 7 | 8 | 9 | 10 | 11 | 12 | 13 | 14 | 15 | Punkte |
| ----- | --------------------- | - | - | - | - | - | - | - | - | - | -- | -- | -- | -- | -- | -- | ------ |
| 1     | Margareta Mureșan     |   | ½ | 1 | 1 | 1 | ½ | ½ | 1 | 0 | ½  | 1  | 1  | ½  | 1  | 1  | 10½    |
| 2     | Irina Levitina        | ½ |   | ½ | ½ | 1 | ½ | ½ | ½ | 1 | ½  | ½  | ½  | 1  | 1  | 1  | 9½     |
| 3     | Liu Shilan            | 0 | ½ |   | ½ | 0 | ½ | 0 | 1 | 1 | 1  | ½  | 1  | 1  | 1  | 1  | 9      |
| 4     | Nieves Garcia Vicente | 0 | ½ | ½ |   | ½ | 1 | 1 | ½ | ½ | 0  | 1  | ½  | ½  | ½  | 1  | 8      |
| 5     | Jelena Achmilowskaja  | 0 | 0 | 1 | ½ |   | 0 | 1 | 1 | 0 | ½  | 1  | 1  | ½  | 1  | ½  | 8      |
| 6     | Nino Gurieli          | ½ | ½ | ½ | 0 | 1 |   | ½ | 0 | 0 | 1  | 1  | ½  | 1  | ½  | 1  | 8      |
| 7     | Tamara Minogina       | ½ | ½ | 1 | 0 | 0 | ½ |   | 1 | ½ | ½  | ½  | ½  | ½  | ½  | 1  | 7½     |
| 8     | Natalia Titorenko     | 0 | ½ | 0 | ½ | 0 | 1 | 0 |   | 1 | 1  | 1  | 0  | 1  | ½  | 1  | 7½     |
| 9     | Gisela Fischdick      | 1 | 0 | 0 | ½ | 1 | 1 | ½ | 0 |   | ½  | 0  | 0  | 1  | ½  | 1  | 7      |
| 10    | Zsuzsa Verőci         | ½ | ½ | 0 | 1 | ½ | 0 | ½ | 0 | ½ |    | ½  | ½  | ½  | ½  | 1  | 6½     |
| 11    | Zorica Nikolin        | 0 | ½ | ½ | 0 | 0 | 0 | ½ | 0 | 1 | ½  |    | ½  | 1  | 1  | 1  | 6½     |
| 12    | Amalija Pihajlić      | 0 | ½ | 0 | ½ | 0 | ½ | ½ | 1 | 1 | ½  | ½  |    | ½  | 0  | 0  | 5½     |
| 13    | Rohini Khadilkar      | ½ | 0 | 0 | ½ | ½ | 0 | ½ | 0 | 0 | ½  | 0  | ½  |    | 1  | 1  | 5      |
| 14    | Diane Savereide       | 0 | 0 | 0 | ½ | 0 | ½ | ½ | ½ | ½ | ½  | 0  | 1  | 0  |    | 1  | 5      |
| 15    | Ilse Guggenberger     | 0 | 0 | 0 | 0 | ½ | 0 | 0 | 0 | 0 | 0  | 0  | 1  | 0  | 0  |    | 1½     |